# Clement De Vos
Clement De Vos (Lebbeke, 18 februari 1874 – 24 januari 1983) was de oudste man van België van 25 juli 1980 tot zijn overlijden op 24 januari 1983. Hij werd 108 jaar en 340 dagen oud. Bij iedere verjaardag dacht hij steeds dat ze hem hierboven vergeten waren.

## Geschiedenis
Clement De Vos werd als laatste van zes kinderen geboren. In zijn grote boerenfamilie was geen tijd om lang naar school te gaan. Toen hij 13 jaar werd, moest hij zijn studie stopzetten en dagelijks meewerken op het veld. Ondanks zijn leven als boer, had Clement een grote passie voor muziek. Drie keer per week volgde hij lessen op de muziekschool. Hij trad in bij de plaatselijke harmonie en zong wekelijks in de kerk. Zijn favoriete instrument was de bugel. Later werd hij lid van de Sint-Ceciliafanfare van Lebbeke. 
Tijdens de Eerste Wereldoorlog werd de Vos als krijgsgevangene meegenomen. Na afloop van de oorlog brandde zijn huis af. Maar deze tegenslagen hielden hem niet tegen. Clement zette zich steevast in voor de weeskinderen in Lebbeke en bleef zijn passie voor muziek volgen.
De Vos kreeg in zijn laatste jaren vaak bezoek over de vloer wegens zijn uitzonderlijk oude leeftijd. Zo werd hij gefeliciteerd voor zijn 105e verjaardag door de Gentse bisschop. Als kers op de taart kreeg hij bezoek van Koning Boudewijn voor zijn 108e verjaardag. Hij zei toen tegen de 52-jarige Boudewijn: "Ah, in de fleur van a leven".
De laatste dagen van zijn leven was Clement niet alleen de oudste levende Belg, maar ook de oudste Belg ooit. Hij stierf enkele dagen voor zijn 109de verjaardag.

## Reus Clemang
Een vriendenkring die deel was van Clements parochie Heilig Kruis, bouwde een reus ter ere van De Vos. Op 6 juni 1998 werd de reus gedoopt tijdens de kermis in Lebbeke. Op deze manier werd het kermiscomité ‘De Clemangskes’ geboren. De Clemangskes organiseren jaarlijks verscheidene activiteiten voor de bewoners van Lebbeke. De reus is zo’n vier meter groot en draagt een bugel en het cijfer 108 met zich mee. Zijn meter en peter zijn Dorothy Andries en Lodewijk van Gijzeghem. De eerste reus werd gebouwd toen Clement nog leefde, ter ere van zijn 108e verjaardag, maar deze werd na 16 jaar vervangen door een nieuwere versie. Als reus zal Clement de Vos blijven verder leven in Lebbeke.